# Feelin' So Good (Willie Bobo)
Feelin' So Good è un album di Willie Bobo, pubblicato dalla Verve Records nel 1967.

## Tracce
Lato A
1. Sunshine Superman – 2:57 (Donovan) – Registrato il 27 settembre 1966 a New York
2. Call Me – 2:30 (Tony Hatch) – Registrato il 27 settembre 1966 a New York
3. Dichoso – 3:17 (Nick Jimenez) – Registrato il 27 settembre 1966 a New York
4. Sunny – 2:48 (Bobby Hebb) – Registrato il 27 settembre 1966 a New York
5. Reza – 2:50 (Edu Lobo, Ruy Guerra) – Registrato il 27 settembre 1966 a New York

Lato B
1. Feelin' so Good – 2:58 (Bert Keyes) – Registrato il 27 settembre 1966 a New York
2. Yesterday – 2:04 (John Lennon, Paul McCartney) – Registrato il 28 settembre 1966 a New York
3. Sockit to Me – 3:25 (Bert Keyes) – Registrato il 27 settembre 1966 a New York
4. Tahiti – 1:50 (Toots Thielemans) – Registrato il 27 settembre 1966 a New York
5. To Be with You – 2:51 (Nick Jimenez, Willie Torres) – Registrato il 28 settembre 1966 a New York
6. Li'l Red Riding Hood – 3:01 (S. Kessler, R. Blackwell) – Registrato il 28 settembre 1966 a New York

## Musicisti
- Willie Bobo - percussioni
- Altri musicisti non accreditati